# Mihail Sturdza

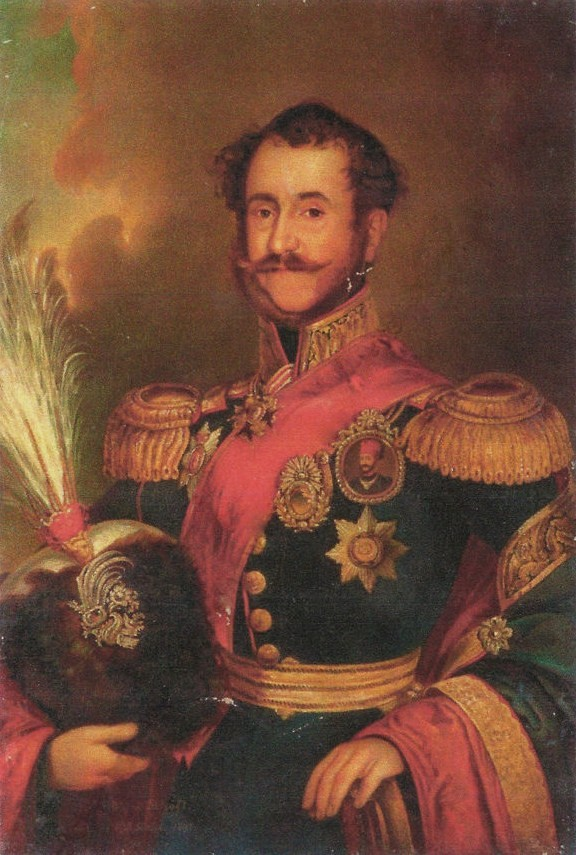
Mihail Sturdza.

Mihail Sturdza, född 24 april 1795 i Iași, död 8 maj 1884 i Paris, var hospodar av Moldova 1834–49. Han var far till Grigorie Sturdza.
Sturdza utnämndes till finansminister under ryske generalen Pavel Kiseljovs regim och utsågs efter hans avresa från Donaufurstendömena 1834 av Höga porten i samråd med Ryssland till hospodar av Moldova. 
Sturdza fortsatte Kiseljovs arbete på materiella och sociala reformer och tryggandet av ordningen i landet, varjämte han 1835 inrättade ett slags universitet, "den mihailska akademien", i Iași. Utpräglad anhängare av Ryssland, stod han emellertid avvisande mot den nationellt färgade politiska reformrörelsen, och då den efter februarirevolutionen började söka göra sig gällande även i Moldova, kvävde han den i dess linda genom att i mars samma år häkta och landsförvisa dess ledande män; kort därefter ockuperades Moldova av ryska trupper. 
Omedelbart efter fördraget i Balta-Liman, varigenom Ryssland och Osmanska riket snävt reglerade Donaufurstendömenas ställning, abdikerade Sturdza. Han var sedermera huvudsakligen bosatt i Paris. Hans kandidatur uppställdes från bojarpartiets sida vid furstevalet 1859, men utan framgång.